# Descrizioni della croce nell'antichità
Le descrizioni paleocristiane della croce la presentano unanimemente come composta di due legni, nonostante la variabilità dei modi usati per infliggere la pena di morte nell'Impero romano.
Anche gli autori non cristiani contemporanei dei paleocristiani, essi pure testimoni di come venivano concretamente impiegate le croci nel giustiziare i condannati, descrivono la tipica croce nella stessa maniera.
Né gli uni né gli altri indicano se i due legni che formavano la croce fossero saldamente uniti o no.

## Terminologia

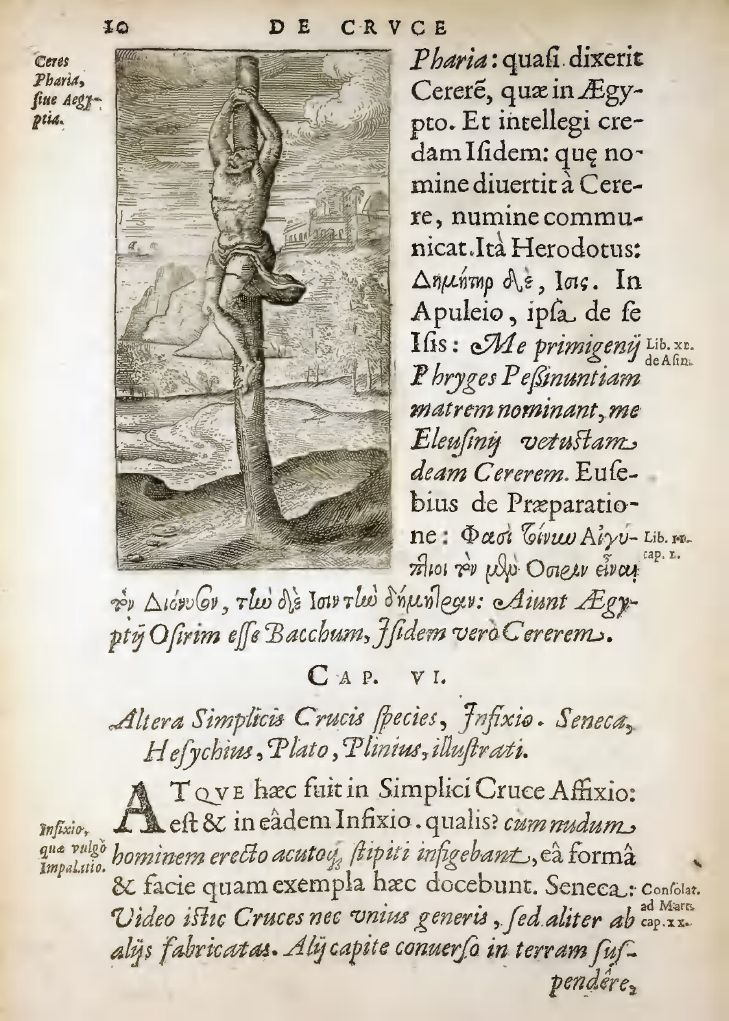
Giusto Lipsio spiega la distinzione che fa tra i due tipi di crux simplex

Si distingue comunemente tra la croce a palo unico (crux simplex) e quella a più legni (crux compacta), secondo una terminologia, che fu inventata da Giusto Lipsio (1547-1606) e che non trova riscontro nei testi antichi e men che meno in quelli paleocristiani.

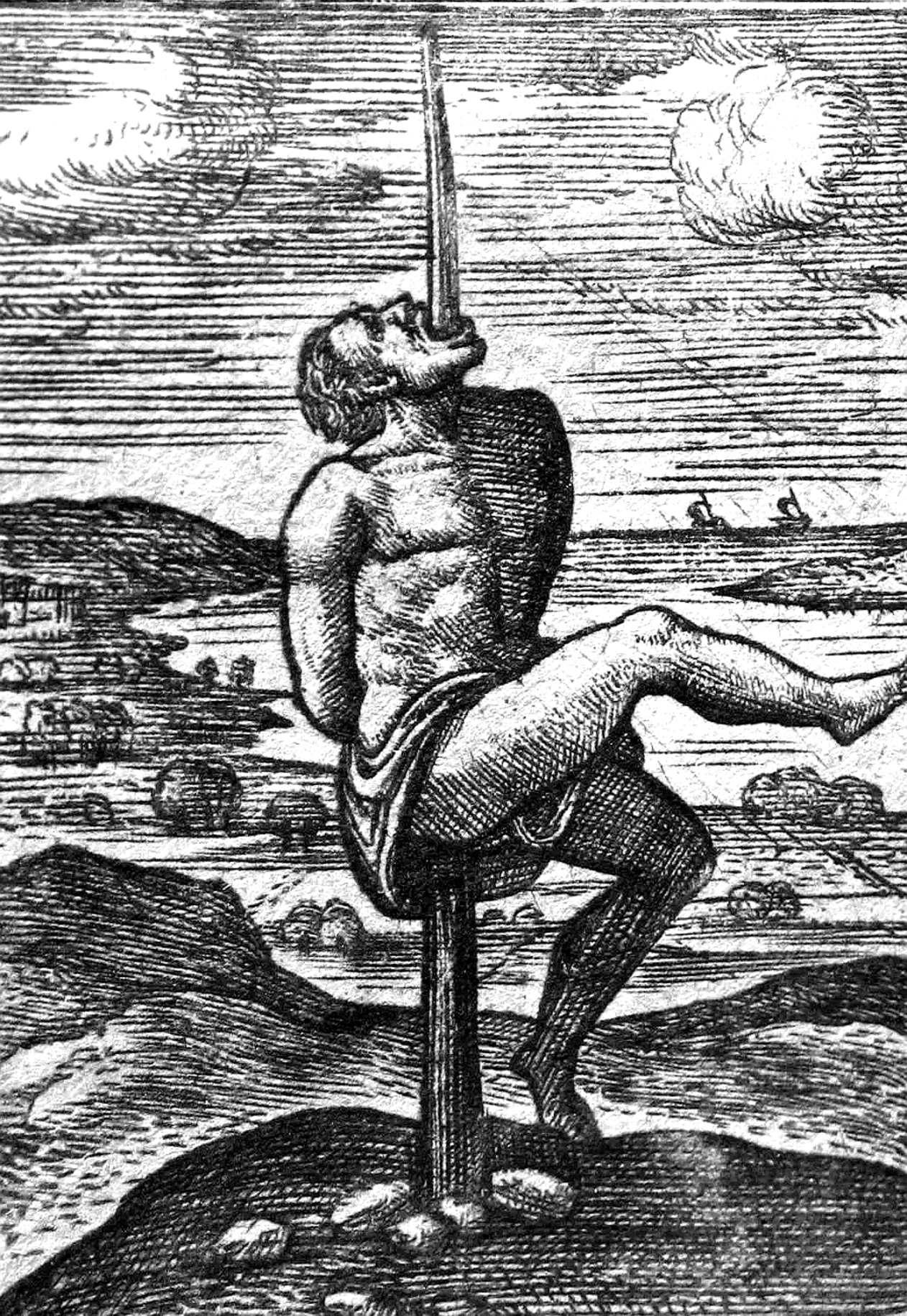
Giusto Lipsio: Crux simplex ad infixionem

Della crux simplex (a un solo palo verticale) Lipsio distinse due tipi: la crux simplex ad affixionem (alla quale affiggere il condannato per lasciarlo morire così), e la crux simplex ad infixionem (con la quale infiggerlo ossia impalarlo). Della crux compacta Lipsio distinse tre tipi: crux decussata (a forma di X), crux commissa (a forma di T) e crux immissa (a forma di †).
Non tutti gli studiosi considerano valida dentro alla categoria crux compacta la distinzione tra crux commissa e crux immissa, distinzione qualificata da Hermann Fulda come "una distinzione afferrata dall'aria, senza significato". Anche altri, per esempio Gerald G. O'Collins, non accettano tutte le proposte sottocategorie di crux compacta.
Lucio Anneo Seneca (1 a.C. circa – 65 d.C.) testifica dell'uso nel I secolo d.C. della crux compacta con traversa (patibulum) e della crux simplex ad infixionem (impalamento), ma non della crux simplex ad affixionem: infatti nella sua Consolatio ad Marciam scrisse: "Vedo lì vicino delle croci, ma non di un solo tipo, ma costruite da chi in un modo da chi in un altro: alcuni levarono in alto (i condannati) rivolti con la testa verso la terra, altri infilano un palo per il retto, alcuni allungano le braccia sul patibolo". A giudizio di David W. Chapman, le parole di Seneca indicano l'esistenza di diverse modalità di esecuzione nella crocifissione romana del suo tempo. Questa molteplicità viene fatta risalire al tempo delle prime incursioni militari romane in Anatolia e il tentativo di ridurre il significato dei termini legati alla crocefissione a quello di "palo" viene considerata una "fallacie etimologica" tipica dei Testimoni di Geova.
Altro testimone del distacco in circostanze eccezionali dalla modalità normale della crocifissione è Flavio Giuseppe (37-38 circa – 100 circa), che nella sua Guerra giudaica scrisse: "Spinti dall'odio e dal furore, i soldati si divertivano a crocifiggere i prigionieri in varie posizioni, e tale era il loro numero che mancavano lo spazio per le croci e le croci per le vittime".

## Fatta di più legni
Ireneo di Lione (130–202) osserva che, di estremità, la croce aveva più delle due che hanno un singolo palo: "La forma della croce ha cinque punte ed estremità, due nella lunghezza, due nella larghezza, e una nel mezzo, là dove si posa colui che vi è confitto".
La stessa osservazione è fatta da Giustino martire, filosofo cristiano, (100 – 162/168) nel commentare Deuteronomio 33:17: "Nessuno saprebbe dire o dimostrare che le corna rappresentino altro oggetto o figura che il tipo che mostra la croce. Infatti l'estremità più alta del legno eretto si erge come un corno sopra il legno affissogli e le estremità ai due lati appaiono come corna congiunte all'uno; e ciò che fissato nel mezzo sporge anch'esso come corno, sul quale cavalcano i crocifissi, appare come un corno di simile forma unito con le altre corna".
I cristiani erano chiamati adoratori della croce. A questo riguardo Tertulliano controbatte che gli stessi pagani adoravano immagini di legno, con la sola differenza che, mentre essi adoravano uno stipite di legno, che è solo parte di una croce, quello che essi attribuivano ai cristiani era una croce intera, con la traversa (che Tertulliano chiama antemna, termine usato anche per il pennone dell'albero di una nave) e la protuberanza del sedile. Aggiunge che il corpo umano è strutturato con per apice la testa, per stipite verticale la spina dorsale attraversata dalle spalle: basterebbe mettere l'uomo con le braccia estese per avere l'immagine stessa della croce.
Giustino dichiara inoltre: "Il fatto che fosse ordinato che quell'agnello [pasquale] dovesse essere completamente arrostito era simbolo della passione di croce che Cristo doveva patire. Infatti l'agnello che viene arrostito si cuoce in una posizione simile alla forma della croce, poiché uno spiedo diritto viene confitto dalle parti inferiori alla testa ed uno è messo di traverso sul dorso e vi si attaccano le zampe dell'agnello".
Negli Atti di Pietro, della seconda metà del secondo secolo, si distingue espressamente l'asse dritto della croce e quello orizzontale: in tale libro apocrifo san Pietro, mentre viene crocifisso, dice: "È giusto, infatti, salire sulla croce di Cristo (προσῆκεν γὰρ ἐπιβαίνειν τῷ τοῦ Χριστοῦ σταυρῷ) che è l'unica e sola parola distesa, della quale lo Spirito dice: "Che cos'è Cristo, se non la parola, l'eco di Dio?". Sicché la parola è l'asse dritto della croce, quello al quale sono crocifisso; l'eco è l'asse trasversale, cioè la natura dell'uomo; il chiodo che unisce l'asse trasversale a quello dritto è la conversione e la penitenza dell'uomo."
Con queste osservazioni i paleocristiani facevano eco a quello che dicevano anche i non cristiani loro contemporanei. Così Artemidoro di Daldi (dopo il 120 d.C.? – dopo il 192 d.C.?), nel suo Oneirocritica II,53, valutò di buon augurio il sognare di essere crocifisso nel caso di chi intende intraprendere un viaggio marittimo, "perché la croce è fatta di legni (al plurale) e chiodi e l'albero della nave rassomiglia ad una croce": σταυροῦσθαι πᾶσι μὲν τοῖς ναυτίλλεσθαι προῃρημένοις ἀγαθόν; καὶ γὰρ ἐκ ξύλων καὶ ἥλων τὸ πλοῖον καὶ ἡ καταρτιὰ αὐτοῦ ὁμοία ἐστὶ σταυρῷ.
Dionisio di Alicarnasso, che visse fino a circa la nascita di Gesù, scrive di uno schiavo condannato a morte che, prima dell'esecuzione, è stato costretto a passare per la città con le braccia legate ad una trave. Dionisio non specifica se lo schiavo fosse poi giustiziato con la crocifissione usando come traversa la trave da lui portata, ma alcuni studiosi l'interpretano in tale senso.

## Per braccia estese lateralmente

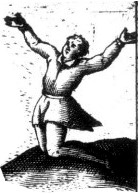
Illustrazione di Giusto Lipsio della frase di Giustino: "La figura dell'uomo ... la forma della croce"

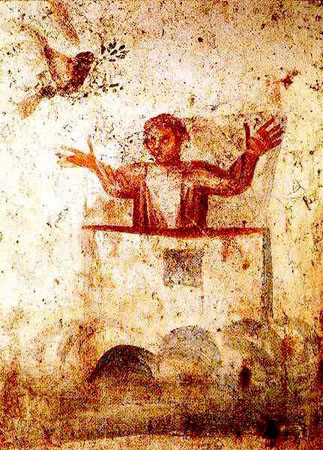
Noè in postura di preghiera, dipinto nelle Catacombe di Roma

I paleocristiani interpretavano l'usanza di pregare a braccia estese come una figura della croce di Cristo.
Di questa modalità di pregare, Tertulliano vede un riflesso negli uccelli che, come egli dice, si elevano al cielo e al posto di mani estendono la croce delle ali. Dei cristiani dice nella stessa opera sua: "noi non solo eleviamo le mani ma anche le estendiamo, e nell'imitare la passione del Signore e nel pregare confessiamo Cristo".
Secondo Naphthali Wieder, è stato proprio perché i cristiani interpretavano la preghiera a braccia estese come riferimento alla crocifissione del Messia che i giudei abbandonarono questa postura di preghiera precedentemente tradizionale nella liturgia ebraica.
Giustino martire vede la forma dello σταυρός nella sua interpretazione dell'episodio del Libro dell'Esodo 17,8-13. Il testo biblico dice che Mosè "alzava" (ירים, ἐπῆρεν nella versione greca Septuaginta) le mani, senza specificare la maniera di sollevarle. Giustino descrive la postura di Mosè con un termine più specifico e dice che Mosè "allargava" le mani su entrambi i lati (τὰς χεῖρας ἑκατέρως ἐκπετάσας). Aggiunge che, quando Mosè rilassava "questa figura che imitava la croce" (τοῦ σχήματος τούτου τοῦ τὸν σταυρὸν μιμουμένου), il popolo veniva battuto, e quando Mosè la manteneva, il popolo prevaleva "a causa della croce" (διὰ τοῦ σταυροῦ). Attribuisce l'effetto non alla preghiera di Mosè, ma al fatto che Mosè "costituiva il segno della croce" (τὸ σημεῖον τοῦ σταυροῦ ἐποίει).
Anche il libro apocrifo noto come Lettera di Barnaba si riferisce allo stesso avvenimento e scorge un segno profetico della croce e di chi in essa sarebbe crocifisso (ἐπὶ σταυροῦ καὶ τοῦ σταυροῦσθαι μέλλοντος) in quello che fece Mosè quando, "postosi più in alto di tutti distese le braccia" (cfr. Libro dell'Esodo, 17,8-13), "rappresenta[va] la figura della croce e di chi avrebbe dovuto patire (su di essa)" (ἵνα ποιήσῃ τύπον σταυροῦ καὶ τοῦ μέλλοντος πάσχειν).
Giustino martire osserva che la figura della croce si vede in tanti oggetti crociformi: "Il mare non si fende, se questo trofeo, col nome di vela, non rimane integro sulla nave. E la terra non è arata senza di esso. Gli zappatori non compiono il loro lavoro - e così i meccanici -, se non hanno arnesi di questa forma. La figura dell'uomo non differisce in nulla da quella degli esseri irrazionali, se non nella posizione eretta, nel'avere mani estensibili e nel fatto di portare sul volto, prominente sotto la fronte, quello che si chiama naso, per mezzo del quale l'essere vivente respira: e questo non mostra altro che la forma della croce".

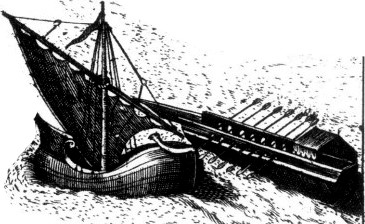
Disegno di Giusto Lipsio che illustra le parole di Minucio Felice: "nave spinta da vele gonfie o fatta scivolare avanti da remi distesi"

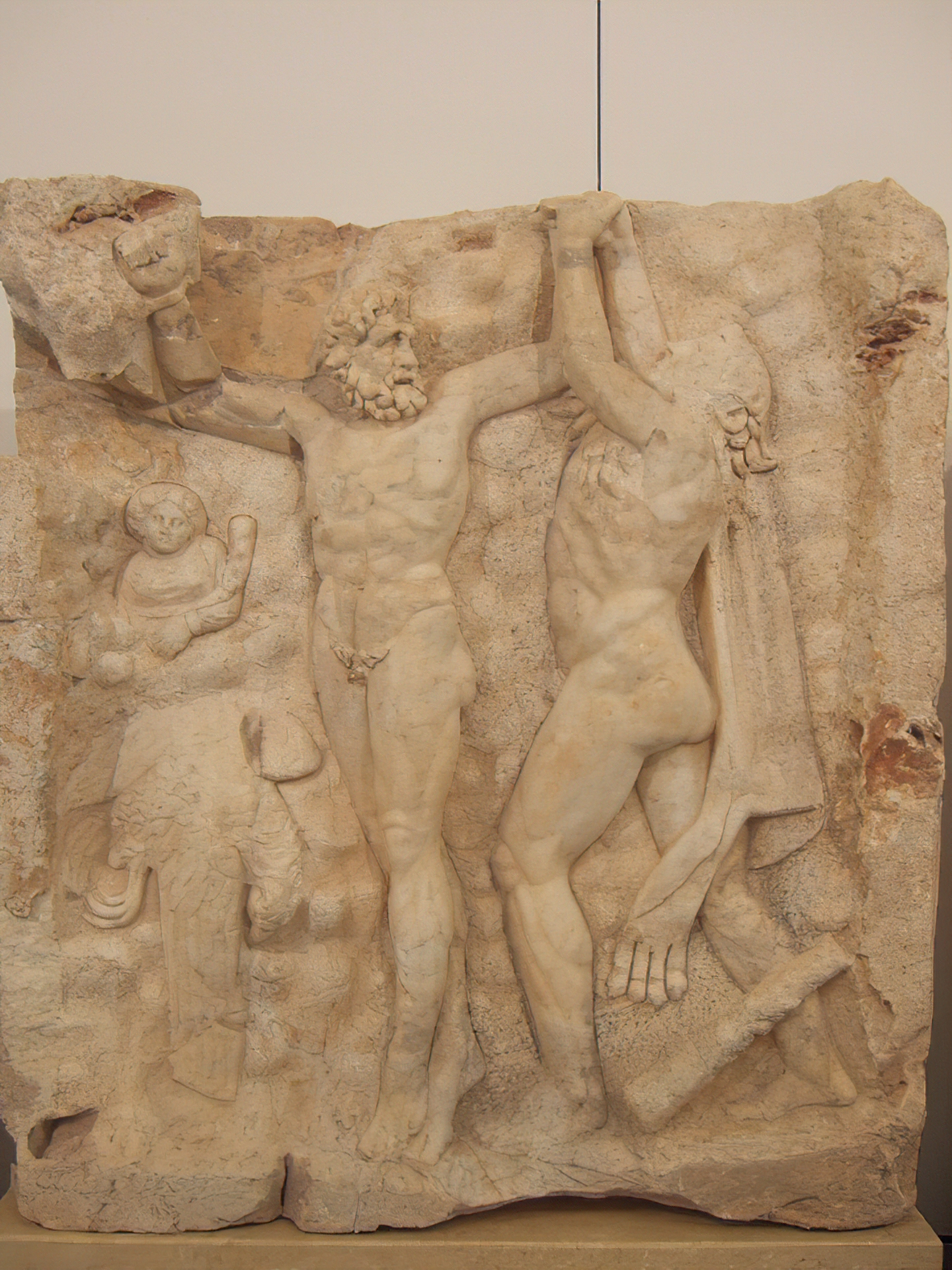
Ercole libera Prometeo: rilievo del tempio di Afrodite ad Afrodisia, la cui costruzione è stata iniziata nel 30 a.C. e terminata nel 130 d.C.

Più recente di Giustino, ma sempre nel II secolo d.C., Minucio Felice nel suo Octavius di circa 197 dichiara: "Certo, noi intravediamo il segno della croce, naturalmente, nella nave spinta da vele gonfie o fatta scivolare avanti da remi distesi; e quando si solleva lo stendardo militare, è il segno della croce; come pure quando un uomo adora Dio con mente pura e mani estese".
Come si vedrà sotto, i paleocristiani scorgevano una somiglianza con la croce nella lettera Τ (crux commissa). La somiglianza che notavano pure con la combinazione dell'albero e del pennone di una nave e con un uomo in preghiera con le mani spalancate dimostra che essi ammettevano pure che il palo verticale potesse sporgersi al di sopra della traversa orizzontale, formando così una crux immissa.
Luciano di Samosata (ca. 120 – tra il 180 e il 192) così descrive la posizione di Prometeo crocifisso sul Caucaso: «Su questo precipizio potrà esser crocifisso: stenderà una mano a questa rupe, ed un'altra a questa dirimpetto» (ἐκπετασθεὶς τὼ χεῖρε ἀπὸ τούτου τοῦ κρημνοῦ πρὸς τὸν ἐναντίον) e Artemidoro di Daldi (ca. 96 – ca. 180) dice che è malaugurio sognare di ballare in alto su qualcosa, visto che l'altezza e l'estendere le braccia sono presagi di crocifissione come criminale.

## Simile alla lettera T
La Lettera di Barnaba. la cui data di compilazione è stimata come tra 80 e 120 o al più tardi 130, è uno degli apocrifi del Nuovo Testamento. L'autore, nella sua interpretazione allegorica di elementi dell'Antico Testamento, vede nel numero 318 (espresso in numerali greci come τιη’) del testo di (Genesi 14:14 un'intimazione della crocifissione di Gesù: infatti interpreta le lettere-numerali ιη’ (18) come le lettere iniziali di Ἰησοῦς, Iēsus, e la lettera-numerale τ’ (300) come prefigurazione della Croce: "Quale era il significato a lui rivelato? Lo comprendete perché dice prima diciotto e, fatta una separazione, aggiunge trecento. Diciotto si indica con iota = dieci ed eta = otto. Hai Gesù. Poiché la croce è raffigurata nel tau che doveva comportare la grazia, aggiunge anche trecento. Indica Gesù nelle due prime lettere e la croce nell'altra" (τίς οὖν ἡ δοθεῖσα αὐτῷ γνῶσις; μάθετε, ὅτι τοὺς δεκαοκτὼ πρώτους, καὶ διάστημα ποιήσας λέγει τριακοσίους. τὸ δεκαοκτὼ ι’ δέκα, η’ ὀκτώ· ἔχεις Ἰησοῦν. ὅτι δὲ ὁ σταυρὸς ἐν τῷ ταῦ ἤμελλεν ἔχειν τὴν χάριν, λέγει καὶ τοὺς τριακοσίους. δηλοῖ οὖν τὸν μὲν Ἰησοῦν ἐν τοῖς δυσὶν γράμμασιν, καὶ ἐν τῷ ἑνὶ τὸν σταυρόν). Evidentemente, tale interpretazione allegorica del numero 318 è molto diversa dallo stile della critica biblica moderna: come osserva Paolo Farinella: "Assistiamo alla fantasia più sfrenata come strumento di educazione e veicolo di teologia popolare: annullando i rapporti e i limiti della storia, ci si colloca solo in un piano catechetico e spirituale". Il passo della Lettera di Barnaba in questione è infatti considerato un esempio classico dell'interpretazione di stile midrash della Sacra Scrittura.
Clemente Alessandrino (150 circa – 215 circa) ricorda la stessa interpretazione del numero τιη’ (318), riferendosi alla croce di Cristo con l'espressione "il segno del Signore": "Dicono che il numerale 300 a motivo della sua forma è un tipo del segno del Signore e l'iota e l'eta sono indicazioni del nome del Salvatore" (φασὶν οὖν εἶναι τοῦ μὲν κυριακοῦ σημείου τύπον κατὰ τὸ σχῆμα τὸ τριακοσιοστὸν στοιχεῖον, τὸ δὲ ἰῶτα καὶ τὸ ἦτα τοὔνομα σημαίνειν τὸ σωτήριον. E per lo stesso motivo della forma della lettera τ, indica che l'arca di Noè (lunga di 300 cubiti) era vista come prefigurazione della croce di Gesù: "Alcuni ci sono che dicono che 300 cubiti sono simbolo del segno del Signore" (εἰσὶ δ' οἳ τοὺς τριακοσίους πήχεις σύμβολον τοῦ κυριακοῦ σημείου λέγουσι).
William Barclay osserva che, perché la forma della lettera T (tau) è esattamente uguale a quella della crux commissa, i padri della Chiesa riguardavano come prefigurazione mistica della croce di Cristo ogni apparizione del numero 300 nell'Antico Testamento.
Anche Tertulliano (155 circa – 230 circa), che usava il sistema di numerazione romano e non quello greco, nota che la lettera greca τ e quella latina T hanno la stessa forma della croce: "Ipsa est enim littera Graecorum Tau, nostra autem T, species crucis".
Anche i non cristiani contemporanei, quando nell'Impero romano l'esecuzione di criminali avveniva per crocifissione, consideravano identiche la forma della croce usata per giustiziarli (σταυρός in greco) e quella della lettera tau. Luciano di Samosata (120 circa – tra il 180 e il 192,), nel suo Giudizio delle vocali, immagina che il Sigma (Σ) chieda che il Tau (Τ), per avere fornito ai tiranni il modello dello strumento di legno su cui crocifiggere gli uomini, sia punito con la sua stessa figura.
Tertulliano informa che per tradizione i cristiani si segnavano ripetutamente la fronte con il segno della croce:
"Quando entriamo od usciamo, quando ci vestiamo o ci calziamo i sandali, quando facciamo il bagno o ci mettiamo a tavola o quando accendiamo una candela, quando andiamo a dormire o a sederci, qualunque lavoro intraprendiamo, ci segniamo la fronte con il segno". E nello stesso contesto indica che il segno di cui parla è quello della croce: "Tutti i fedeli marcati con quel segno del quale Ezechiele parlò dicendo 'Il Signore mi dice: Passa nel mezzo della porta, nel mezzo di Gerusalemme, e segna un tau sulla fronte degli uomini'. Infatti la lettera greca tau, la nostra lettera T, è l'immagine della croce che il profeta presagì che noi avremmo portato sulla fronte".
L'universalità dell'usanza cristiana di tracciarsi sulla fronte il segno della croce, usanza non limitata alla sola provincia romana di Africa, dove viveva Tertulliano, è dimostrata dal fatto che anche l'egiziano Origene, di solo una trentina di anni più giovane di Tertulliano, interpreta similmente lo stesso passo del Libro di Ezechiele, con la differenza di vedere nel segno sulla fronte un riferimento non alla lettera greca tau ma alla tau dell'alfabeto ebraico, che in passato aveva la forma di croce. In esso egli pure vede una profezia dell'usanza dei cristiani di segnarsi la fronte con una croce all'inizio delle attività, particolarmente delle preghiere e delle letture sacre.

## Raffigurazioni

### Crocifissioni

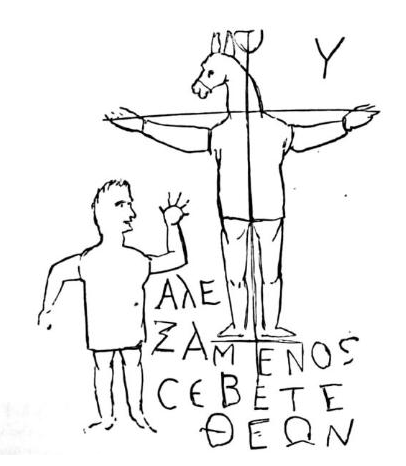
Graffito di Alessameno probabilmente del III secolo

La più antica raffigurazione dell'esecuzione di Gesù ancora esistente sembra essere quella scolpita alla fine del II secolo o all'inizio del seguente, probabilmente in Siria, in una gemma di diaspro destinata ad essere usata come amuleto e conservata oggi presso il British Museum di Londra. Presenta la figura di un uomo nudo le cui braccia sono legate con vincoli alla traversa di una croce. L'iscrizione in lingua greca contiene una invocazione a Cristo crocifisso redentore; una seconda iscrizione sul verso, iscritta da mano diversa in data successiva, combina parole magiche con termini cristiani. Il catalogo di una mostra del 2007 dice: "L'apparizione della Crocifissione in una gemma di data così precoce suggerisce che immagini di tale tema (ora perdute) possono essere state diffuse nel II e nel III secoli, probabilmente in contesti cristiani normali".
Più noto è il graffito di Alessameno, trovato sul Palatino a Roma nel 1857 negli scavi del Paedagogium, rappresenta un uomo con la testa d'asino posto su una croce e sotto delle scritte in greco. È datato all'inizio del III secolo d.C. Un altro graffito conosciuto come il Graffito di Pozzuoli, scoperto nel 1959 datato secondo alcuni al I secolo, ma secondo altri all'inizio del II secolo, raffigura una crocifissione su una croce a due bracci.
Nessuno di queste rappresentazioni visive di crocifissioni mostra con precisione la forma della croce e la maniera di attaccare la vittima, ma indicano chiaramente che i giustiziati muoiono con le braccia estese a destra e a sinistra.

### Staurogramma

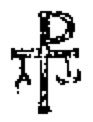
Esempio di staurogramma nelle catacombe dell'anno 200 AD

Già in due papiri, Papiro 66 e Papiro 75, datati 200 d.C., il termine σταυρός è scritto in una forma dove le lettere greche Τ (tau) e Ρ (rho) sono unite proprio per formare una croce. Si trova anche nel Papiro 45 datato 250, di nuovo in relazione alla crocifissione di Gesù. Nel 2006 Larry Hurtado osservò che è probabile che i cristiani vedessero nello staurogramma una rappresentazione visiva della crocifissione di Gesù: della croce per mezzo della tau e della testa del crocifisso per mezzo della parte rotonda della rho. Nel 2008 David L. Balch espresse lo stesso avviso, aggiungendo altri papiri con lo stesso segno dello staurogramma (Papiro 46, Papiro 80 e Papiro 91) e dichiarando: "Lo staurogramma costituisce un'enfasi artistica da parte dei cristiani sulla croce nel contesto della primitiva tradizione testuale", e che in esso "si uniscono l'arte e il testo per dare enfasi al Christus crucifixus". Nel 2015 Dieter T. Roth individuò lo staurogramma anche in ulteriori papiri e in altre parti dei già menzionati papiri, sfuggite all'attenzione dei precedenti studiosi. Nello stesso anno 2015, Bruce W. Longenecker ha attirato l'attenzione non solo sullo staurogramma ma anche su altri artefatti che, a suo giudizio, dimostrano che, molto prima di Costantino, i cristiani adoperavano la croce come simbolo visivo della loro fede. Già prima del 2015, in un articolo pubblicato sull'Osservatore Romano del 20 novembre 2009, Carlo Carletti notava che, mentre "è soltanto nel corso della età costantiniana [IV secolo] che inizia a svilupparsi una vera e propria pratica diffusa e largamente condivisa di segni cruciformi grafico-figurali immediatamente riconducibili alla sfera cristologica", e questo a causa della "istintiva ripulsa delle prime comunità [cristiane] ad accogliere tra i suoi segni identitari, quello che ancora nei primi tre secoli rappresentava il più infamante e ignominioso dei supplizi, riservato agli schiavi e agli stranieri", la documentazione epigrafica ha trovato qualche esempio più antico. Carletti cita come esempio un'iscrizione dell'anno 200 circa, in cui una crux commissa (a T) è incisa fra le due prime lettere (le lettere iniziali del nome di Gesù Cristo) della parola greca ΙΧΘΥΣ, acronimo delle cinque parole Ἰησοῦς Χριστὸς Θεoῦ Υἱὸς Σωτήρ (Gesù Cristo Figlio di Dio Salvatore). E nelle catacombe di Roma si trovano iscrizioni del III secolo, nelle quali una croce accompagna o perfino è inserita nel nome del defunto. Più tardi, il tempo di Costantino fu segnato dalla "pubblica diffusione dei signa Christi", soprattutto la chi-rho (☧) ma anche lo staurogramma (⳨). Dopo l'epoca costantiniana poi, nelle iscrizioni, diverse forme della croce "rientrano in uso intorno al V secolo e progressivamente marginalizzano le forme cristologiche monogrammatiche precedentemente predominanti".